# Овако ми радимо
Епизода Овако ми радимо је 8. епизода 9. сезоне серије "МЗИС: Лос Анђелес". Премијерно је приказана 19. новембра 2017. године на каналу ЦБС.

## Опис
Сценарио за епизоду је писао Р. Скот Џемил, а режирао ју је Џон Питер Кјузакис.
Кад је скупина избеглица и цариника заклана близу границе са Кампом Пендлтоном, екипа је открила да су убице тамо због једног њиховог старог непријатеља. Нел мора да ради са својом старијом сестром Сидни која вили да шефује, а која је аналитичарка Државне безбедности.
У овој епизоди се појављује контраадмирал у пензији Алберт Џетро Чегвиден.

## Ликови

### Из серијеМЗИС: Лос Анђелес
- Крис О’Донел као Гриша Кален
- Данијела Руа као Кензи Блај
- Ерик Кристијан Олсен као Мартин А. Дикс
- Берет Фоа као Ерик Бил
- Рене Фелис Смит као Нел Џоунс
- Ниа Лонг као Шеј Мозли
- Линда Хант као Хенријета Ленг
- Ел Ел Кул Џеј као Сем Хана

### Из серијеВојни адвокати
- Џон М. Џексон као Алберт Џетро Чегвиден